# Dorfkirche Schlabendorf am See

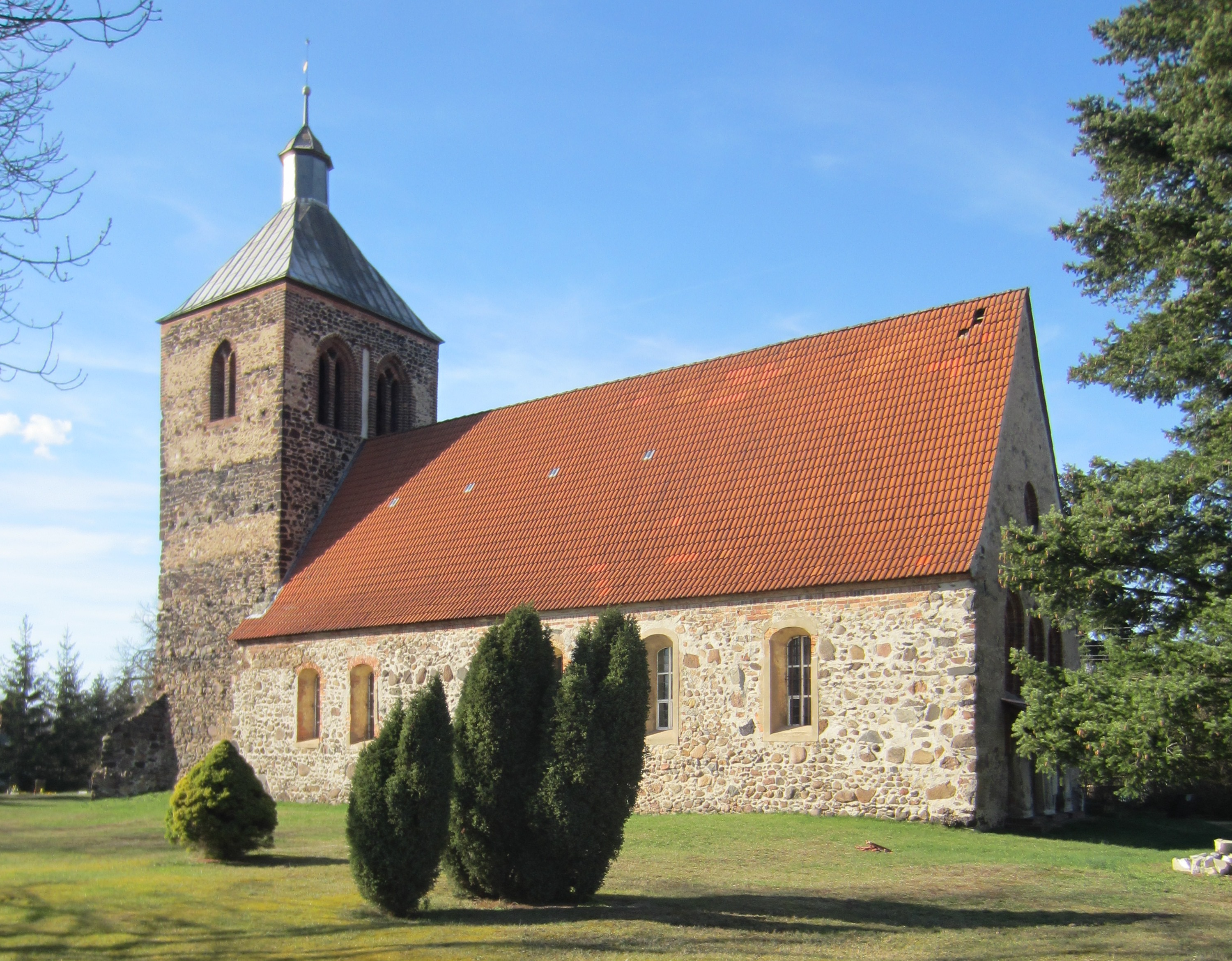
Dorfkirche Schlabendorf am See

Die evangelische Dorfkirche Schlabendorf am See ist ein unter Denkmalschutz stehendes Kirchengebäude in Schlabendorf am See, einem Ortsteil der Stadt Luckau im Landkreis Dahme-Spreewald in Brandenburg. Die Kirchengemeinde gehört dem Kirchenkreis Niederlausitz in der Evangelischen Kirche Berlin-Brandenburg-schlesische Oberlausitz an.

## Lage
Die Dorfkirche liegt in der Ortsmitte von Schlabendorf, direkt an der Landesstraße 52 zwischen Luckau und Calau. In der Nähe der Kirche befindet sich der Schlabendorfer See, ein Tagebaurestsee im ehemaligen Tagebau Schlabendorf-Süd. Die Kirchengemeinde Schlabendorf am See gehört zum Pfarrsprengel Schlabendorf am See, zu dem auch die Kirchengemeinden Beesdau und Frankendorf gehören.

## Architektur und Geschichte

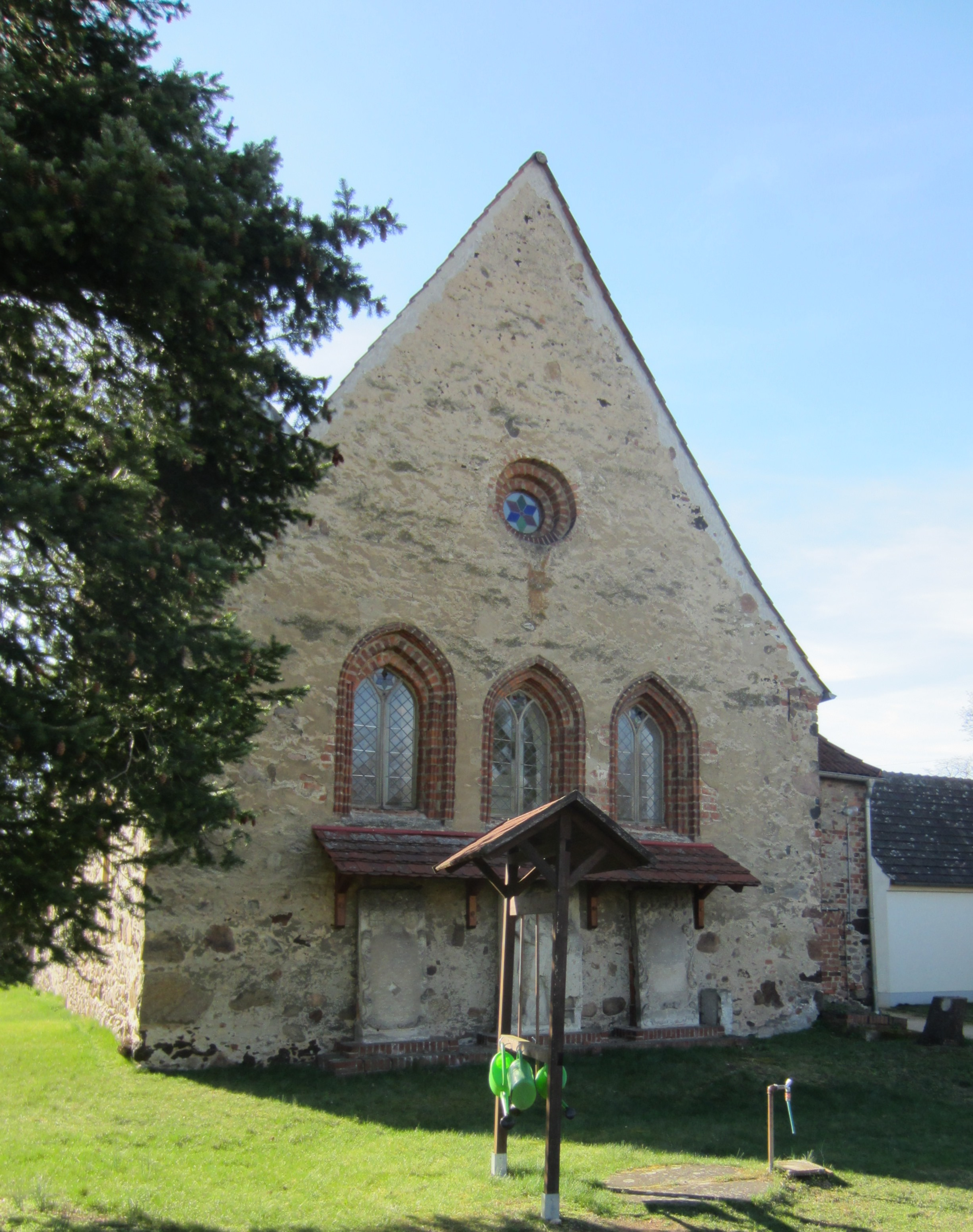
Dreifenstergruppe, Ostwand

Die Dorfkirche Schlabendorf am See wurde laut dem Brandenburgischen Landesamt für Denkmalpflege und Archäologischen Landesmuseum (BLDAM) um das Jahr 1386 herum errichtet. Das Gebäude ist ein langgestreckter rechteckiger Saalbau mit unregelmäßigem Feldsteinmauerwerk. Der quadratische Westturm mit Strebepfeilern wurde nachträglich im Jahr 1480 hinzugefügt. Die neugotische Patronatsloge aus Backstein an der Nordostecke wurde im dritten Viertel des 19. Jahrhunderts ergänzt. 1855 erfolgte ein Umbau der Kirche, die im Jahr 1961 bei einem Brand stark beschädigt wurde. Nach dem Brand wurde die Kirche wieder in Stand gesetzt und nach der Wende umfassend saniert.
Von den beiden gotischen Portalen ist das westliche dreistufig und das östliche zweistufig ausgeführt. Das östliche verfügt zudem über eine Maßwerkbekrönung über der Tür. In der Ostwand gibt es eine spitzbogige Dreifenstergruppe aus dem späten 15. Jahrhundert, aus derselben Zeit stammen auch die Maßwerkritzungen am Ostgiebel. Anfang des 18. Jahrhunderts erfolgte ein Umbau der Dorfkirche Schlabendorf, bei der die Fenster flachbogig vergrößert wurden. In der Nordwand des Kirchturms befindet sich ein weiteres, spitzbogiges Portal. Das Glockengeschoss wurde erst nachträglich, vermutlich im späten 15. Jahrhundert, auf den Turm aufgesetzt. Dieses hat auf drei Seiten zweiteilige und im Norden dreiteilige Schallöffnungen.

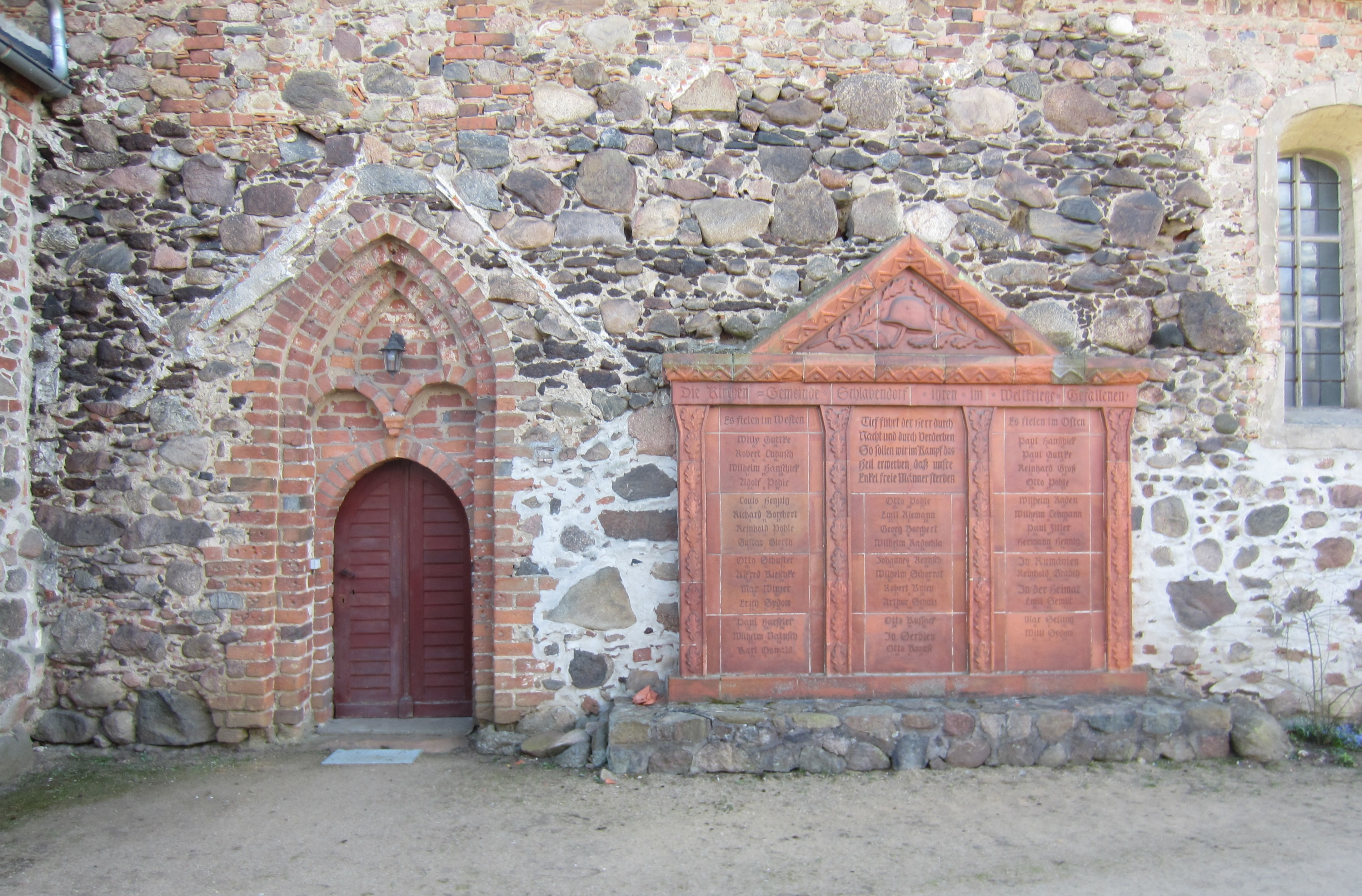
Portal mit Gefallenendenkmal, Nordwand

An der äußeren Ostwand erinnern zwei im Jahr 1902 angebrachte Grabsteine an einen Friedrich Gottlob von Zabeltitz († 1718) und an einen Ernst Ehrenreich von Kitzing († 1720). An der Nordwand befindet sich neben dem Portal ein Gefallenendenkmal für die Schlabendorfer Soldaten des Ersten Weltkrieges aus dem Jahr 1925. In ihrem Inneren verfügt die Dorfkirche Schlabendorf über eine flache Putzdecke und eine verkürzte Hufeisenempore aus dem 18. Jahrhundert. In den 1950er-Jahren wurde das Innere der Kirche instand gesetzt, dabei wurde die Loge zugemauert.

## Ausstattung
Die Dorfkirche Schlabendorf besitzt einen schlichten Kanzelaltar aus dem 18. oder 19. Jahrhundert. Die Ädikula hat einen Sprenggiebel mit Darstellung der Strahlensonne, der runde Kanzelkorb steht auf sogenannten Knaggen. Vor dem Altaraufgang befindet sich ein Pfarrstuhl mit Gittern. Das große Kruzifix im Innenraum der Kirche stammt aus dem 15. Jahrhundert und ist in Holz gefasst, eine zugehörige Schnitzfigur zeigt die trauernde Maria.